# Лебедєва Поліна Андріївна
Лебедєва Поліна Андріївна (лат. Polina Lebedieva, народилася 25 квітня 2001, Київ) – українська диригентка. 

## Біографія
Народилася в родині відомого українського баскетболіста Андрія Лебедєва та моделі Анастасії Сорочан.
В 6 років почала займатися музикою в Київський дитячий музичній школі №3 імені В. С. Косенка. Закінчила факультет хорового диригування Київської муніципальної академії музики імені Р.Глієра, клас народної артистки України  Горбатенко Галини Луківни.
Випускниця факультету оперно-симфонічного диригування Національної музичної академії України, клас народного артиста України Власенко Алліна Григоровича.
З 2022 року студентка диригентського класу Паризької вищої національної консерваторії музики й танцю (професор Alain Altinoglu).
Улітку 2022 року Поліна разом із Молодіжним симфонічним оркестром України відкрила фестиваль Баха в Лейпцигу та взяла участь у записі для BBC Digital у межах ініціативи ЮНІСЕФ.
У грудні 2022 року стає наймолодшою учасницею відомої Італійської оперної академії Ріккардо Муті. У липні 2023 року увійшла до п’ятірки півфіналістів престижного The Mahler Competition у Бамберзі (Німеччина), а в червні 2024 року — до півфіналу Міжнародного конкурсу диригентів у Роттердамі (Нідерланди).
Ці виступи привернули до неї широку міжнародну увагу як до однієї з найперспективніших молодих диригенток Європи.
Протягом своєї кар'єри Поліна працювала з багатьма відомими оркестрами, серед яких Львівський національний філармонічний оркестр, Молодіжний симфонічний оркестр України, Оркестр Джованіле Луїджі Керубіні, Лондонський міський філармонічний оркестр, L'Ensemble intercontemporain, Orchestra National de Cannes, Orchestra National de Lille, Orchestra Régional de Normandie, Orchestra de Picardie, Ensemble Zar, Камерний оркестр Ars Nova Миколаївської обласної філармонії, Queens Orchestra та інші.

## Нагороди
2023 та 2024 роки — Фіналістка премії Prix Fabuleuse Signature, яка відзначає жінок-мисткинь іноземного походження у Франції. 
Була названа молодим артистом Britten Pears 2023-2024 за участь у програмі «Диригент як драматург», організованій Королівським оперним театром та програмою Britten Pears.

## Цікаві факти
Володіє 6 мовами : українською, російською, англійською, французькою, німецькою, італійською. 
У складі колективу A6 Dance Studio чотириразова чемпіонка України з танців та учасниця національної збірної, що представляла Україну на Чемпіонаті світу 2014 у Миколайках, Польща.